# Lamar Odom
Lamar Joseph Odom (Queens, New York, 6. studenog 1979.) američki je profesionalni košarkaš. Igra na poziciji niskog krila, a može igrati i krilnog centra. Los Angeles Clippersi izabrali su ga u 1. krugu (4. ukupno) NBA drafta 1999. godine.

## Srednja škola
Prve tri godine Odom je pohađao srednju školu Christ The King Regional High School. Poslije se prebacio u srednju školu Redemption Christian Academy. 1997. godine Odom je proglašen igračem godine po izboru magazina "Parade". Na četvrtoj godini izabran je u All-USA prvu petorku.

## Sveučilište
Poslije srednje škole Odom se odlučio na pohađanje sveučilišta Nevada u Las Vegasu. Nakon burnih događanja na sveučilišta, Odom se odlučio prebaciti na sveučilište u Rhode Islandu. Na sveučilištu Rhode Island proveo je jednu godinu i prosječno je postizao 17.6 poena. Izabran je u All-Pac 10 momčad te je odveo Ramse do konferencijskog naslova. Upravo Odomovom tricom Ramsi su osvojili svoj prvi naslov A-10 prvenstva. Nakon završetka sezone Odom se odlučio prijaviti na NBA draft 1999. godine.

## NBA karijera

### Los Angeles Clippers (od 1999. do 2003.)
Los Angeles Clippersi izabrali su ga kao četvrti izbor NBA drafta 1999. godine. U svojoj prvoj, rookie, sezoni s Clippersima Odom je prosječno postizao 16.6 poena, 7.8 skokova i 4.2 asistencije te je na kraju sezone izabran u All-Rookie prvu petorku. U studenom 2001. Odom je bio suspendiran zbog konzumiranja marihuane. Krajem sezone 2002./03. Odom je postao slobodan igrač te je odlučio potpisati za Miami Heate.

### Miami Heat (od 2003. do 2004.)
U dresu Miamia, Odom je prosječno postizao 17.1 poena i 9.7 skokova te zajedno s Dwyaneom Wadeom odveo momčad do doigravanja. Nakon završetka sezone, Odom je mijejan u Los Angeles Lakerse zajedno s Caronom Butlerom i Brianom Grantom za Shaquillea O'Neala.

### Los Angeles Lakers (od 2004. do 2011.)
U prvoj sezoni s Lakersima, Odom je odigrao samo 64 utakmica, zbog ozljede lijevog ramena, i prosječno postizao 15.2 poena, 10.2 skokova i 3.7 asistencija. Krajem sezone Lakersi su ponovno potpisali trenera Phila Jacksona. U sezoni 2005./06. Odom je prosječno postizao 14.8 poena, 9.2 skokova i 5.5 asistencija. U prvom krugu doigravanja ispali su od Phoenix Sunsa u sedam utakmica, unatoč vodstvu Lakersa od 3-1. U sezoni 2007./08., nakon ozljede centra Andrewa Bynuma, Odom je zauzeo mjesto krilnog centra i vrlo se dobro snašao te sezonu završio s prosjekom od 14.2 poena, 10.6 skokova i 3.5 asistencija. Međutim tijekom NBA finala protiv Boston Celticsa, Odomove statistike su oslabile i prosječno je postizao 13.5 poena, 9 skokova i 3 asistencije. Celticsi predvođeni "Big Threem" pobijedili su Lakerse u šest utakmica. Početkom sezone 2008./09. Odom je zauezo mjesto šestog igrača i ulazio s klupe. Nakon još jedne Bynumove ozljede Odom se vratio u prvu petorku. U travnju Odom se vratio na klupu nakon Bynumovog povratka. U doigravanju bio je važan igrač u rotaciji te je s Lakersima osvojio, svoj prvi, NBA naslov. Sezonu je završio s prosjekom od 11.3 poena, 8.2 skokova, 2.6 asistencija, 1 ukrdenom loptom i 1.7 blokada za 29.7 minuta na terenu. 31. srpnja 2009. Odom je potpisao novi četverogodišnji ugovor vrijedan 33 milijuna dolara s Lakersima te prekinuo nagađanja o njegovom nastavku NBA karijere.

## Reprezentacija
Odom je bio član momčadi koja je na Olimpijskim igrama u Ateni 2004. osvojila brončanu medalju. Tijekom natjecanja ostvario je prosjek od 5.8 poena. Izabran je za sudjelovanje na Svjetskom prvenstvu u Japanu 2006. i kvalifikacijama u Las Vegasu 2007., ali nije prihvatio pozive zbog smrti svog sina.

## Privatni život
Odom je rođen u Queensu, u jednoj od pet gradskih četvrti New Yorka. Otac mu je bio ovisan o heroinu, a majka mu je umrla od raka debelog crijeva kad je imao 12 godina. Zatečena ovom situacijom, Odoma je odgojila njegova baka Mildred. Odom i njegova dugogodišnja djevojka Liza Morales imaju dvoje djece, desetogodišnju djevojčicu Destiny i sedmogodišnjeg sina Lamara Jr. 29. lipnja 2006. njihov šest i pol mjesečni sinčić Jayden umro je od takozvanog sindroma iznenadne smrti novorođenčeta.

## NBA statistika

### Regularni dio
| Godina    | Klub          | Odig. uta. | Uta. poč. | Min. | 2P%  | 3P%  | Sl. bac.% | Skok. | Asist. | Ukr. lop. | Blok. | Poena |
| --------- | ------------- | ---------- | --------- | ---- | ---- | ---- | --------- | ----- | ------ | --------- | ----- | ----- |
| 1999./00. | L.A. Clippers | 76         | 70        | 36.4 | .438 | .360 | .719      | 7.8   | 4.2    | 1.2       | 1.2   | 16.6  |
| 2000./01. | L.A. Clippers | 76         | 74        | 37.3 | .460 | .316 | .679      | 7.8   | 5.2    | 1.0       | 1.6   | 17.2  |
| 2001./02. | L.A. Clippers | 29         | 25        | 34.4 | .419 | .190 | .656      | 6.1   | 5.9    | .8        | 1.2   | 13.1  |
| 2002./03. | L.A. Clippers | 49         | 47        | 34.3 | .439 | .326 | .777      | 6.7   | 3.6    | .9        | .8    | 14.6  |
| 2003./04. | Miami         | 80         | 80        | 37.5 | .430 | .298 | .742      | 9.7   | 4.1    | 1.1       | .9    | 17.1  |
| 2004./05. | L.A. Lakers   | 64         | 64        | 36.3 | .473 | .308 | .695      | 10.2  | 3.7    | .7        | 1.0   | 15.2  |
| 2005./06. | L.A. Lakers   | 80         | 80        | 40.3 | .481 | .372 | .690      | 9.2   | 5.5    | .9        | .8    | 14.8  |
| 2006./07. | L.A. Lakers   | 56         | 56        | 39.3 | .468 | .297 | .700      | 9.8   | 4.8    | .9        | .6    | 15.9  |
| 2007./08. | L.A. Lakers   | 77         | 77        | 37.9 | .525 | .274 | .698      | 10.6  | 3.5    | 1.0       | .9    | 14.2  |
| 2008./09. | L.A. Lakers   | 78         | 32        | 29.7 | .492 | .320 | .623      | 8.2   | 2.6    | 1.0       | 1.3   | 11.3  |
| 2009./10. | L.A. Lakers   | 82         | 38        | 31.5 | .463 | .319 | .693      | 9.8   | 3.3    | 0.9       | .7    | 10.8  |
| 2010./11. | L.A. Lakers   | 82         | 35        | 32.2 | .530 | .382 | .675      | 8.7   | 3.0    | 0.6       | .7    | 14.4  |
| Ukupno    |               | 829        | 678       | 35.6 | .469 | .321 | .699      | 8.9   | 4.0    | .9        | 1.0   | 14.6  |

### Doigravanje
| Godina    | Klub        | Odig. uta. | Uta. poč. | Min. | 2P%  | 3P%  | Sl. bac.% | Skok. | Asist. | Ukr. lop. | Blok. | Poena |
| --------- | ----------- | ---------- | --------- | ---- | ---- | ---- | --------- | ----- | ------ | --------- | ----- | ----- |
| 2003./04. | Miami       | 13         | 13        | 39.4 | .445 | .308 | .681      | 8.3   | 2.8    | 1.1       | .8    | 16.8  |
| 2005./06. | L.A. Lakers | 7          | 7         | 44.9 | .495 | .200 | .667      | 11.0  | 4.9    | .4        | 1.1   | 19.1  |
| 2006./07. | L.A. Lakers | 5          | 5         | 38.4 | .482 | .273 | .500      | 13.0  | 2.2    | .4        | 1.2   | 19.4  |
| 2007./08. | L.A. Lakers | 21         | 21        | 37.4 | .491 | .273 | .661      | 10.0  | 3.0    | .7        | 1.3   | 14.3  |
| 2008./09. | L.A. Lakers | 23         | 5         | 32.0 | .524 | .514 | .613      | 9.1   | 1.8    | .7        | 1.4   | 12.3  |
| 2009./10. | L.A. Lakers | 23         | 0         | 29.0 | .469 | .244 | .600      | 8.6   | 2.0    | .6        | .9    | 9.7   |
| 2010./11. | L.A. Lakers | 10         | 1         | 28.6 | .459 | .200 | .711      | 6.5   | 2.1    | .2        | .4    | 12.1  |
| Ukupno    |             | 102        | 52        | 34.2 | .482 | .299 | .644      | 9.1   | 2.5    | .7        | 1.1   | 13.5  |

## Vanjske poveznice
- Službena stranica  Arhivirana inačica izvorne stranice od 1. veljače 2009. (Wayback Machine)
- Profil na NBA.com
- Profil  Arhivirana inačica izvorne stranice od 20. listopada 2015. (Wayback Machine) na Basketball-Reference.com